# Chônai
Honaz est le nom turc actuel de l'ancienne ville byzantine de Chônai. Elle est située à proximité du site et de l'antique ville phrygienne de Colosses, célèbre au début du christianisme par l'Épître aux Colossiens et détruite par un tremblement de terre sous l'empereur Néron.
C'est aujourd'hui un chef-lieu de district de la province de Denizli.

## Géographie
La ville se trouve au pied du mont Honaz (ancien mont Cadmos, en turc Honaz Dağı), sommet le plus élevé de la région égéenne, qui culmine à 2 528 m.
Le district s'étend sur 504 km2 pour une population de 25 000 habitants, soit une densité de 49,6 hab/km2 en 1990. La région est un centre touristique et de sports d'hiver, et le mont est entouré d'un parc national.
La montagne reçoit une assez forte quantité de pluies (environ 850 mm par an), ce qui permet d'avoir des conditions favorables à l'agriculture. La production de raisins de table est en train de se développer ainsi que celle de différentes variétés d'agrumes. Le district produit des raisins secs et des abricots secs, du coton, des pavots, du blé, du maïs et de la betterave. Mais le produit agricole phare est la cerise dont le district produit environ 6 000 tonnes par an, 4 000 tonnes étant réservées à l'exportation.

## Histoire
Aux Phrygiens locaux christianisés et hellénisés s'ajoutent au VIIIe siècle des réfugiés de la ville antique de Colosses (Κολοσσαί ou Colossae à 3 km au nord de Chônai, au bord de la rivière Questre  ou Κέστρoς). Chônai (Χωνάι ou Chonae) devient une forteresse importante du thème des Thracésiens, peut-être sa capitale.
Vers 860 Chônai est un évêché autocéphale de l'église byzantine dans l'obédience du patriarche de Constantinople (actuelle Istanbul) et du métropolite de Philadelphie (actuelle Alaşehir), et devient vers 950 une métropole autonome. C'est alors un important centre de pèlerinage, autour de l’église Saint-Michel, commémorant l’intervention miraculeuse de l'archange pour sauver un ermite local, Archippos, en détournant les flots d'une crue qui allait engloutir son oratoire.
Ce miracle est l'objet de nombreuses représentations dans des manuscrits (Ménologe de Basile II) ainsi que dans les fresques des églises. Autour de l'église se tenait une grande foire annuelle lors de la fête de l'archange Michel, dont le rayonnement s'étendait aux régions environnantes (Lydie, Lycie, Carie, Pamphylie, Ionie) et attira également plus tard les Turcs d'Iconium.
Ravagée par un raid turc en 1070, Chônai devient un point clef du système défensif frontalier byzantin après 1071, et doit repousser de nombreuses attaques au XIe siècle, notamment en 1144. Manuel Ier Comnène y fait halte lors de sa campagne contre le sultanat d’Iconium en 1176 et de rend dans l'église Saint-Michel.
Le rebelle Théodore Maggaphas ravage la ville en 1189 et brûle l'église Saint-Michel, qui est également dévastée par les troupes turques du Pseudo-Alexis en 1191. Chônai, en partie ruinée, est définitivement conquise par les Turcs après 1204.
Chônai est la ville d'origine de Michel et Nicétas Choniatès.
Devenus minoritaires, les derniers chrétiens de la ville furent expulsés conformément aux dispositions du traité de Lausanne (1923).
Accessibles par téléphérique, les ruines de la forteresse au-dessus de la ville actuelle de Honaz datent de la période ottomane. Un peu en dessous de cette forteresse on peut voir les ruines d'une mosquée construite par le sultan ottoman Murad II (1404-1451).